# Одинец, Гавриил Матвеевич
Гавриил Матвеевич Одинец (1871., с. Быковня, Черниговская губерния — 1945, с. Быковня, Киев) — член Украинской центральной Рады и Всероссийского учредительного собрания.

## Биография
Родился в крестьянской семье на Остерщине. Грамоту изучил почти самостоятельно. По специальности столяр. Участвовал в революции 1905. В 1905 вступил в партию социалистов-революционеров, с 1906 был связан с украинскими эсерами. Прошёл через несколько арестов, высылок, побегов. С 1917 активно участвовал в украинском национально-освободительном движении. В 1917 — член Украинской Центральной Рады от Черниговской губернии (территориальное представительство), член Комитета Украинской Центральной Рады и Малой Рады. Входил в состав делегации для переговоров с Временным правительством в мае 1917 году. Принадлежал к Украинской партии социалистов-революционеров. Избран во Всероссийское учредительное собрание в Черниговском избирательном округе по списку № 10 (украинские эсеры и Селянская спилка).
Делегат Первого Всеукраинского крестьянского съезда, который проходил 10—15 июня (28 мая — 2 июня) 1917 в Киеве. На съезде вместе с Николаем Ковалевским выступал с докладом «О поездке делегации Украинской Центральной Рады к Временному правительству в Петроград».
Находился в войсках УНР. После поражения войск Петлюры вернулся в Киев, в 1920 вступил в КП(б) Украины, возглавлял Всеукраинский комитет незаможних селян (Комбед). В 1930 — член суда над «Спілкой візволення Украіни».
С 1938 по 1945 год был репрессирован. Находился в Актюбинской области. В 1945 вернулся в родное село Быковня, где в том же году скончался.
Автор воспоминаний о работе в Центральной Раде.

## Сочинения
- Одинець Г. Мої спогади про Центральну Раду. Укр. держ. видав: Харків, 1926. — 37 с.